# Matthäuskirche (Karlsruhe)

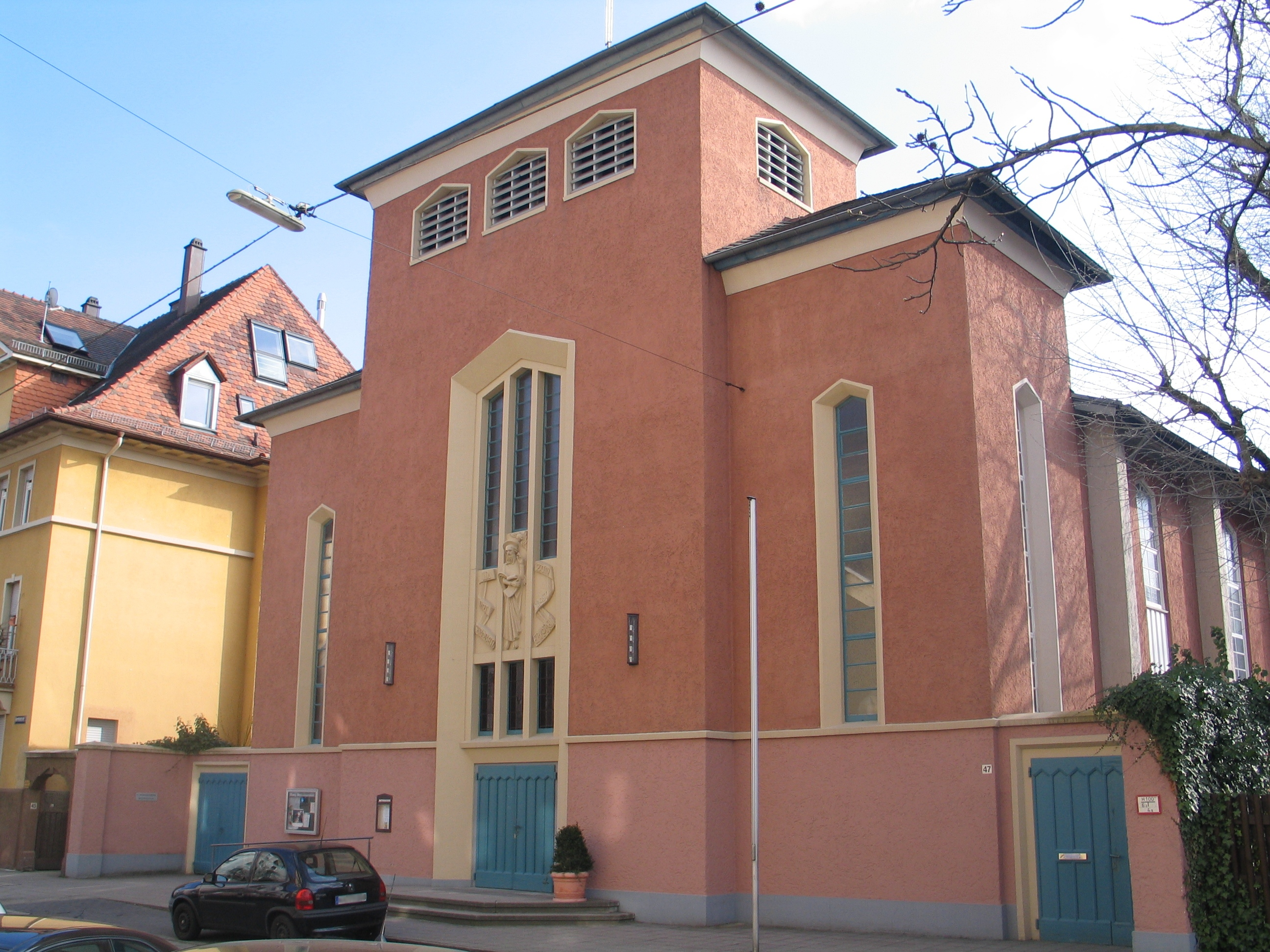
Matthäuskirche

Die Matthäuskirche in Karlsruhe wurde 1926/1927 als Notkirche für Gemeinde- und Jugendarbeit erbaut. Sie ist Hermann Alkers erster, größter und bedeutendster Kirchenneubau. Mit sparsamsten finanziellen Mitteln konnte sie nur aus der Zusammenarbeit zwischen Architekt, Industriebauunternehmen, Künstlern und Lichttechnikern entstehen. Die Matthäuskirche ist der einzige evangelische Kirchenbau Karlsruhes in den Jahren der Weimarer Republik. An der Gestaltung des Kircheninneren war der Maler August Babberger beteiligt.

## Tragwerk
Das Gebäude ist als Holz-Leichtbau ausgeführt und verbindet Konstruktionsmethoden aus dem Industriebau und dem landwirtschaftlichen Bereich. Holzbindersystem und Holzfachwerkwände bilden das Tragwerk.

## Innenraumsanierung 2008
Im Jahr 2008 wurde der Innenraum vom Architekten Hans Robert Hiegel saniert und umgestaltet. Farb- und Lichtgebung veränderten sich durch den Eingriff maßgeblich.